# 戸島 (高知県)
戸島（へしま）は高知県須崎市にある島である。

## 概要
須崎市の野見湾の入り口に浮かぶ島。中ノ島とは200ｍほどの距離。集落近くから多くの弥生土器等が発掘されている。「黒田郷」と呼ばれていた頃は「大坊千件、野見千軒、大谷千件、戸島千軒」の言葉が残るほどの大集落が栄えた時期があったといわれているが、648年の白鳳地震で集落ごと沈んだとされ、周囲の海中には畦道や井戸跡が遺されている。漁業の他、タイ・カンパチ・シマアジなどの養殖が営まれている。
昭和40年代頃は、遠足やキャンプの定番地であった。平成になると、1994年に中ノ島から敷設される形で上下水道が完備された。2004年には4世帯16人が、2015年には3世帯6人の島民が暮らし、年齢層は50～80代で若者はいない。現在でも潮干狩りやバーベキュー場、カヌー競技のトレーニングに利用されている。

## 交通
かつては定期船が存在したが、現在は存在しないため、漁船やチャーター船を利用する必要がある。 須崎港から戸島まで10分、中ノ島から戸島まで3分。
島民は自家用船を利用している。1954年から運行されていた通学船も1996年3月に廃止されており、四国本土から架橋されている中ノ島まで自家用船による送迎が必要で、更に遠方へは中ノ島に停めている自家用車を利用している。
郵便配達は、毎日局員が船で配達している。また交通の神様として、海辺に向かって鳥居がある戸島神社が祀られている。